# 横溪站 (宁波市)
横溪站是浙江省宁波市建设中的一座高架市域铁路车站，属于宁波轨道交通12号线。车站计划于2027年启用。

## 车站形制
横溪站位于宁波市鄞州区横溪镇鄞城大道、沿山干河交叉口东南，沿沿山干河南北向布置。车站为高架三层双岛三线车站，长100米，宽34.8米，总建筑面积为10587平方米。车站预留接入12号线宁波西站方向，可贯通运营，同时北侧接入云龙车辆段。

## 出口
横溪站规划设置2个出口。